# Haras de Tamerville
Pour les articles homonymes, voir Tamerville.
Le haras de Tamerville (affixe : « Tame ») est un haras privé français fondé au lieu-dit Tamerville, à Saint-Côme-du-Mont, dans la Manche. Il s'y élève à la fois des chevaux de sport et des bovins.

## Histoire
Le haras de Tamerville a vu se succéder plus de quatre générations d'éleveurs, tous issus de la même famille originaire d'Audouville-la-Hubert dans la Manche. Les plus anciens documents de cette famille attestent qu'Alcindor Brohier y exerce l'élevage de chevaux demi-sang galopeurs et trotteurs, son meilleur cheval étant nommé Vif Argent II. Il fonde la société des courses de Carentan à la fin du XIXe siècle, et en devient commissaire. 
Alfred Brohier y démarre ensuite l'élevage du cheval de sport, que ses fils George et Jean montent en concours. Jean Brohier s'installe comme éleveur à Tamerville, commune de Saint-Côme-du-Mont, en 1962. Il y tient ensuite les rôles, à la fois, d'éleveur et de cavalier pour jeunes chevaux, puis devient peu à peu cavalier international. Il base son élevage sur deux étalons Pur-sang, Furioso et Foudroyant, et devient un acteur important de l'histoire de la race du Selle français. Il achète les juments Ma Pomme et Il Pleut Bergère au Haras national du Pin pour démarrer son élevage. Le croisement entre ces deux souches lui donne la jument Gemini, mère de Narcos II et ancêtre de Nino des Buissonnets. Jean Brohier a aussi fait naître le célèbre étalon Quat'Sous. Il est le frère de Georges Brohier, qui a fondé un autre élevage devenu célèbre, l'élevage Pierreville.
Lorsque Jean Brohier vieillit, son fils Denis Brohier prend sa relève à la tête de l'élevage ; il décide d'employer l'affixe « Tame  » pour identifier les chevaux qui y naissent. Il est en particulier le naisseur d'Old Chap Tame. En parallèle, il met un terme à l'élevage bovin pour se concentrer sur les chevaux.
En 2014, il y naît environ 15 poulains par an, parfois via la technologie du transfert d'embryon. Denis Brohier utilise la jeune génétique.
Après l'incendie du Haras national de Saint-Lô, Tamerville reçoit des chevaux reproducteur de ce haras temporairement. Fin octobre 2019, le haras reçoit l'étalon olympique Quabri de l'Isle pendant quinze jours pour des prélèvements de semence. 
Jean Brohier décède en juillet 2020, à l'âge de 94 ans.

## Description
L'élevage se trouve au bord des marais de Carentan, sur la commune de Saint-Côme-du-Mont. Il est devenu un élevage emblématique du Cotentin, selon le périodique Ouest-France.
Il s'y pratique à la fois l'élevage du cheval et l'élevage bovin. Les bâtiments de réception du public comptent beaucoup de souvenirs et de photographies de Narcos II et son cavalier Éric Navet. 
Le corps de ferme est très ancien, puisqu'il en subsiste encore des arcades remontant au XVIe siècle.
Le haras dispose d'une carrière mesurant 70x30 m, de 40 boxes dont 16 pour les poulinières, d'une écurie de concours, d'un manège, d'un marcheur, de paddocks, et de 130 hectares d'herbages. Le haras dispose d'un centre d'insémination, d'une salle de suivi gynécologique et d'une salle de monte. 
En 2014, le haras emploie cinq salariés.
Il accueille parfois des concours d'élevage.